# Swissmedic
L'Institut suisse des produits thérapeutiques (en allemand Schweizerische Heilmittelinstitut ; en italien Istituto svizzero per gli agenti terapeutici ; en romanche Institut svizzer per products terapeutics ; en anglais Swiss Agency for Therapeutic Products) ou Swissmedic (acronyme dans toutes les langues) est l'institut suisse chargé de surveiller le marché des produits thérapeutiques en Suisse.

## Historique
À partir de 1900, les cantons suisses se voient confier les compétences de légiférer sur les médicaments et d'assurer leur commercialisation. Ils se dotent de règlements concordataires pour l'examen et l'enregistrement de produits pharmaceutiques via la création de l'Union intercantonale de contrôle des médicaments (UICM), dont la commission d'expert se situait à Zurich.
En 1971, l'UICM institue, en s'appuyant sur la Convention intercantonale du 3 juin 1971, l'Office intercantonal de contrôle des médicaments (OICM), dont le siège est à Berne. Bien que les décisions appartiennent toujours aux cantons et nécessitent l'appui de ceux-ci, cet office s'étend désormais sur tout le territoire suisse et touche au commerce de gros de médicaments.
Le concordat renouvelé la dernière fois en 1971 n'étant pas entièrement compatible avec le droit européen, l'UICM en élabore une nouvelle version, mais celui-ci est refusé par deux cantons en 1988. Ce refus lance le projet d'élaboration d'une loi fédérale sur les produits thérapeutiques (LPTh) pour unifier les règles sur l'ensemble du territoire suisse.
Le 1er mars 1999, le Conseil fédéral soumet au Parlement la LPTh et pose ainsi une base légale pour la création d'un Institut suisse des produits thérapeutiques. La loi entre en vigueur le 1er janvier 2002 et donne naissance à Swissmedic, un institut juridiquement indépendant, issu de la fusion entre l'Office intercantonal de contrôle des médicaments (OICM) et l'Unité principale des agents thérapeutiques de l'Office fédéral de la santé publique (OFSP).
En février 2003, Hans Stocker se retire de son poste de directeur à la suite de nombreuses critiques quant au démarrage chaotique de l'institution et laisse sa place à Klaus-Jörg Dogwiler. Durant sa première année d'exploitation, Swissmedic souffre de nombreux maux dont des retards sur l'introduction d'un système informatique, l'intégration de deux cultures d'entreprise différentes, le manque de règles claires ou encore l'augmentation significative des demandes d'autorisations.
En 2005, l'institut emménage dans de nouveaux locaux situés à la Hallerstrasse 7 afin de rassembler les employés à un seul même endroit et améliorer la culture d'entreprise.
Fin 2006, à la suite du départ du directeur Franz Schneller après 18 mois au sein de l'institut, du départ de quatre autres membres de la direction ainsi que de vives critiques sur le fonctionnement de l'institut émanant tant de l'industrie pharmaceutique que des adeptes des médecines alternatives, une profonde restructuration est lancée par la présidente du Conseil de l'institut Christine Beerli. Achevée en juin 2007, elle vise à établir une nouvelle culture d'entreprise et à définir une nouvelle structure interne axée sur les processus[Quoi ?].
En janvier 2007, l'institut passe aux mains du Département fédéral de l'intérieur (DFI) pour « dépendre d'une autorité sans liens avec le domaine des médicaments », selon le Tages Anzeiger.
En 2013, le nouveau site à la Freiburgstrasse 139 accueille les laboratoires et autres divisions du secteur autorisations ce qui permet de centraliser ces secteurs qui étaient séparé entre la Erlachstrasse 8 et les locaux de l'OFSP.

### Coopération internationale
Depuis 2002, Swissmedic a conclu de nombreux traités de collaboration internationale renforçant l'échange d'information, sous la forme d'accords de reconnaissance mutuelle (ARM) et de conventions portant sur l'échange d'informations.
Depuis le début des activités de Swissmedic, 21 conventions ont été signées avec des pays portant sur l'échange d'informations que cela soit au niveau de l'ensemble des processus d'octroi des autorisations de mise sur le marché, de surveillance du marché, et d'élaboration de nouvelles dispositions réglementaires portant sur les produits thérapeutiques.
L'ARM Suisse-UE faisant partie du paquet d'accords bilatéraux I et entré en vigueur le 1er juin 2002 permet un accès aux marchés étrangers aussi libre que possible. Il permet notamment de mettre un produit sur le marché européen sans devoir faire d'autre vérification que ceux ayant été faits en Suisse par un organisme de conformité reconnu.
L'institut depuis 2006 collabore étroitement avec l'Agence européenne des médicaments (EMA) en étant invité à participer en tant qu'observateur à certaines réunions techniques de groupes d'experts. En 2012, la Suisse est également le premier pays à être inscrit par l'Union européenne (UE) sur la « Liste des pays tiers » dont aucune attestation écrite d'une autorité du pays d'origine (celle-ci étant requise depuis le 2 juillet 2013 dans l'Union européenne) n'est requise pour importer des principes actifs destinés à la fabrication de médicaments.
En 2007, les agences de réglementations des médicaments d'Australie, du Canada, de Singapour et de la Suisse forment le consortium ACSS afin de créer des synergies et de faciliter le partage de connaissances. L'objectif est de mettre en place des programmes d'échanges concernant l’évaluation des sites de fabrication de produits thérapeutiques, la surveillance de la sécurité des médicaments après leur mise sur le marché, les rapports d’évaluation de médicaments pharmaceutiques, l’élaboration de directives techniques et de standards réglementaires et la collaboration en matière de technologies de l’information.
Swissmedic collabore également avec d'autres organismes telle la Fondation Bill et Melinda Gates avec qui un accord a été conclu en 2015 et renouvelé en 2020 pour soutenir les autorités de surveillance des pays confrontés à des pénuries de ressources.

### Outils
Le 1er juillet 2012, la version 11 remaniée de la Pharmacopoea Helvetica est publiée et pour la première fois disponible en ligne.
Le 3 janvier 2013, après le scandale Documed, Swissmedic met en ligne le système d’information et de publication sur les médicaments Swissmedic (AIPS) qui répertorie de manière complète les informations sur les médicaments. À partir de ce jour, les titulaires d'autorisation de médicaments à usage humain doivent publier leurs notices sous format électronique sur la plateforme AIPS reliée à la plateforme ElViS – le système de transmission électronique d’annonces de vigilance.

## Mission
Swissmedic autorise les essais cliniques, la mise sur le marché de médicaments et la libération de lots[Quoi ?]. Il délivre des autorisations d’exploitation pour la fabrication et le commerce de gros, désigne les organes d’évaluation de la conformité des dispositifs médicaux et en assure la surveillance.
Il surveille le marché des médicaments et des dispositifs médicaux (contrôle du marché et vigilance) et contrôle les flux[Quoi ?] de substances soumises à contrôle (stupéfiants).
Il publie la pharmacopée et informe la population sur les produits thérapeutiques.

## Objectifs stratégiques
La révision de 2016 de la loi sur les produits thérapeutiques (LPTh) prévoit que la gestion de l’institut repose sur des objectifs stratégiques (art. 72a, al. 1, LPTh). Les premiers objectifs stratégiques pour la période 2018-2022 ont été approuvés par le Conseil fédéral en octobre 2018.

## Faits et chiffres

### Employés
Le graphique qui aurait dû être présenté ici ne peut pas être affiché car il utilise l'ancienne extension Graph, désactivée pour des questions de sécurité. Des indications pour créer un nouveau graphique avec la nouvelle extension Chart sont disponibles ici.

Source: rapports d'activité de Swissmedic; les données de 2002 à 2010 ont été fabriquées en dénombrant la liste des collaborateurs et en les dédoublant; les données à partir de 2010 proviennent de la ligne « Nombre de collaborateurs en fin d’année » du tableau « Swissmedic en tant qu’institut »; les données 2019 proviennent du chapitre « Chiffres clés relatifs au personnel ».

## Organisation

### Organes
Swissmedic s'organise autour de trois organes: un conseil de l'institut, une direction (pour le plan opérationnel) et un organe de révision.

#### Conseil de l'institut
Le conseil de l'institut est nommé par le Conseil fédéral et compte jusqu'à sept membres. Trois membres peuvent être proposés par les cantons. La durée des mandats est de quatre ans.
En général, trois réunions sont organisées par année entre le conseil de l'institut, le Département fédéral de l'intérieur et certains membres de la direction, dont le directeur de Swissmedic. Ces réunions sont présidées par le chef du DFI.

##### Historique de la présidence du conseil de l'institut
- Peter Fuchs (2002-2005)
- Christine Beerli (2006-2018)
- Stéphane Rossini (2018-novembre 2019)
- Vincenza Trivigno (présidente ad interim, décembre 2019-août 2020)
- Lukas Bruhin (depuis août 2020)

#### Direction

##### Historique de la présidence de la direction
- Hans Stocker (janvier 2002-février 2003)
- Klaus-Jörg Dogwiler (février 2003-avril 2005)
- Franz Schneller (avril 2005-août 2007)
- Co-présidence (août 2007-avril 2018)
  - Jürg Schnetzer (directeur opérationnel)
  - Hans-Beat Jenny (directeur adjoint)
- Raimund Bruhin (depuis avril 2018)

#### Organe de révision
Le Contrôle fédéral des finances est chargé chaque année de procéder à la révision prévue à l’article 74 de la loi sur les produits thérapeutiques (LPTh).

### Locaux

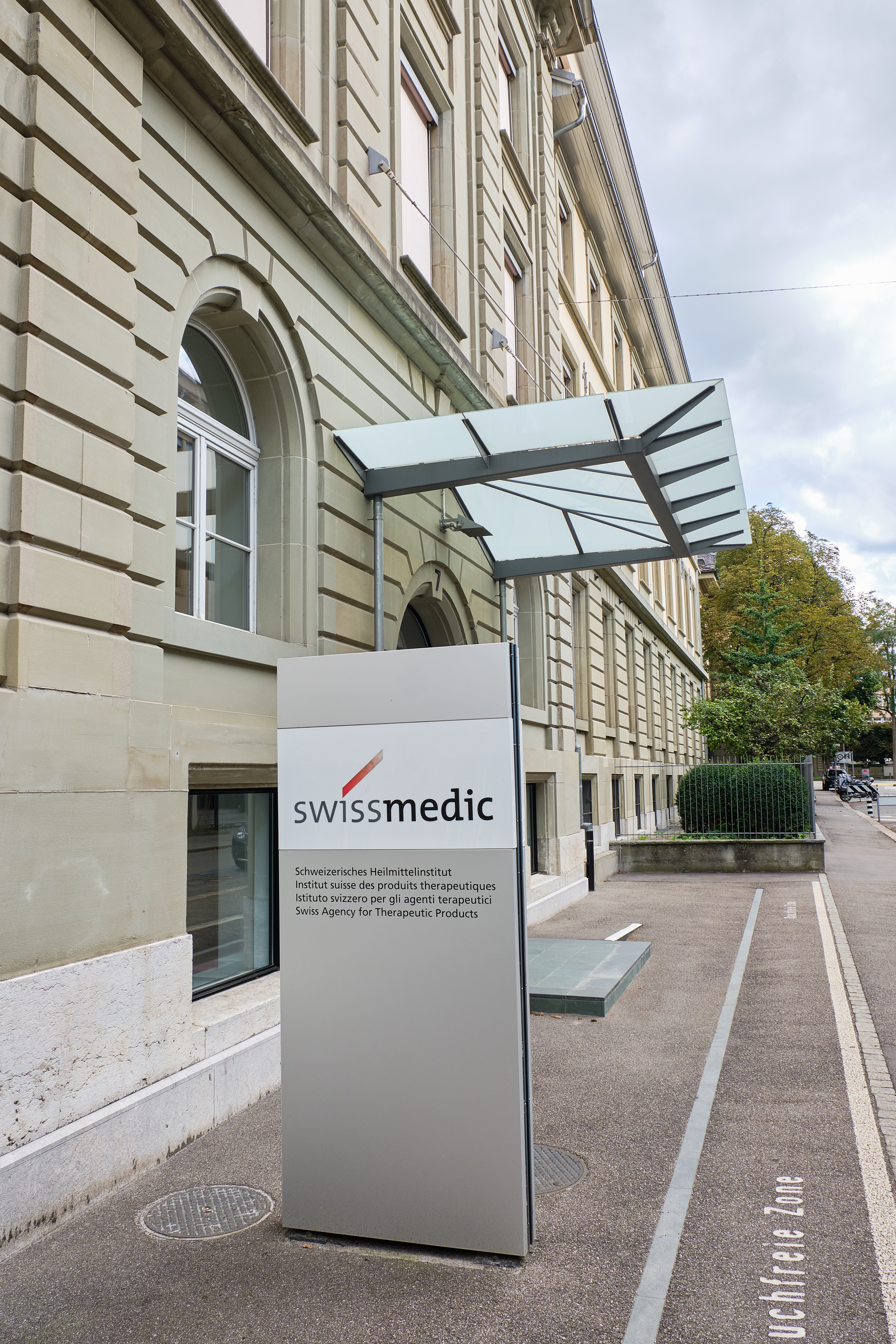
Siège principale de Swissmedic à la Hallerstrasse 7 à Berne

Swissmedic dispose de trois bâtiments à Berne, situés à la Hallerstrasse 7 (bâtiment principal), Erlachstrasse 8 et Freiburgstrasse 139.

## Scandales et polémiques

### Affaire VanTX
Le 20 mai 1999, L'Hebdo révèle que la société bâloise VanTX (anciennement appelée Clin-Pharma), spécialisée dans les essais cliniques de phase I – les premiers tests de nouvelles molécules sur l'homme après les tests sur les animaux, utilise des « cobayes » humains provenant d'Estonie et de Pologne dont le consentement ne serait ni éclairé (comme le stipule le règlement de l'OICM) ni libre. Ces patients souvent jeunes ne sont pas informés dans leur langue et aucun suivi ne serait fait après leur court séjour en Suisse.L'OICM constate après deux inspections (mi-avril et le 18 mai 1999) que VanTX ne respecte pas les règles fixées par l'office. Trois ans après le scandale, Swissmedic confirme le fait que 10 médicaments génériques issus de ces tests invalidés se trouvent encore sur le marché, mais ne présentent aucun risque selon la porte-parole de Swissmedic. La société suisse des pharmaciens (SSPh) ainsi que la conseillère aux États Michèle Berger se mobilisent contre ce manque de transparence et exigent une liste des médicaments incriminés. Cette liste est obtenue le 10 janvier 2003. L'affaire insufflera la publication de la loi relative à la recherche sur l’être humain (LRH) en 2014.

### Benfluorex/Mediaxal/Mediator
Le médicament Benfluorex du groupe pharmaceutique Servier, vendu sous le nom de Mediaxal en Suisse et Mediator en France dès 1976 est « destiné aux diabétiques en surpoids, prescrit aussi comme coupe-faim à des non-diabétiques ». En 2009 en France, l'affaire Mediator éclate après la sortir du livre Mediator 150 mg : combien de morts ? dénonçant notamment les risques cardiaques encourus par les patients connus depuis 1997 et dénoncé par la revue Prescrire. En Suisse, le médicament et ses dérivés ont été retirés du marché dès 1997, selon un communiqué du 27 janvier 2011, sans qu'aucune annonce d'effet indésirable n'ait été reçue dans le pays. L'autorité d'alors avait « exprimé des craintes théoriques dues à la parenté chimique entre ces substances ». En 1998, les laboratoires Servier renoncent à la distribution du médicament en Suisse. En novembre 2010, un porte-parole de Servier affirme que le médicament n'avait pas été retiré pour des raisons sanitaires, mais économiques comme en Espagne et en Italie.

### Pilule abortiveRU 486
L'OICM autorise dès juillet 1999 la pilule abortive RU 486 sous le nom de Mifégyne, onze ans après la France — le premier pays à autoriser le produit thérapeutique. Cette autorisation a pour effet de relancer le débat sur l'avortement en Suisse. L'Aide suisse pour la mère et l'enfant (ASEM) et «Oui à la vie», deux associations antiavortement combattent vivement celle-ci. La première va jusqu'à déposer un recours au Tribunal fédéral. Celui-ci statue que l'OICM n'émet que des recommandations et que seules les autorisations cantonales peuvent être attaquées.

### Vaccin DCVax-Brain contre lecancer du cerveau
En 2007, la société Northwest Biotherapeutics annonce avoir reçu l'autorisation de commercialiser le vaccin DCVax-Brain en Suisse. Cependant celui-ci bénéficie d'un vide juridique selon le porte-parole de Swissmedic qui précise que le vaccin fait partie de ce que l'on appelle les «transplants standardisés». Avant le 1er juillet 2007, ces produits fabriqués à partir d'organes ou de tissus d'origine humaine ou animale n'étaient pas considérés comme médicament et pouvaient être commercialisés plus facilement. Or, le vaccin aux conditions de l'ancien régime n'avait en fait pas rempli tous les prérequis à son autorisation.

### Affaire de la Dépakine
La Dépakine, vendue depuis 1978 en Suisse, est l'un des antiépileptiques les plus prescrits contre les épilepsies, les migraines et la régulation de l’humeur dans le cadre de troubles bipolaires. La polémique de faible ampleur en Suisse due à seulement 39 cas comptabilisés accuse les autorités sanitaires et les laboratoires Sanofi d'avoir minimisé et mal informé les femmes enceintes des risques élevés de malformations congénitales et des retards du développement chez les enfants. Les effets secondaires sur le fœtus étaient suspectés dès les années 1980 avant d'être confirmés dans les années 2000.
Le 7 mars 2018, la conseillère aux États Liliane Maury Pasquier dépose un postulat afin d'éclaircir la situation. Le Conseil fédéral y répond par un rapport lors de la séance du 6 décembre 2019. Dans cette affaire Swissmedic est notamment critiqué par Brigitte Crottaz, présidente ad interim de la Fédération suisse des patients (FSP), qui pointe du doigt le rapport du Conseil fédéral où « il est écrit que l'autorité d'autorisation des médicaments n'a pas examiné tous les dossiers transmis depuis 2012. Depuis 1990, 800 signalements ont été faits, et Swissmedic prend plusieurs semaines parfois pour en traiter un » ainsi que la lenteur à laquelle la notice du médicament a été mise à jour. La notice a été mise à jour en 2006 en mentionnant « risque légèrement plus élevé d'avoir un enfant anormal » ainsi qu'en 2015 en annonçant clairement les effets secondaires reconnus pour les femmes enceintes.
En Suisse, une première plainte est déposée en 2017 contre le CHUV et la filiale de Sanofi de Meyrin par une victime vaudoise du médicament. En 2020, dix familles suisses avec le soutien de l'assurance invalidité (AI) comme partie prenante pour la défense portent plainte contre leurs médecins et le groupe pharmaceutique Sanofi.
Selon une étude coréenne sur des souris rapportée par l'émission 36,9° de la RTS le 15 novembre 2017, les malformations dues à la Dépakine pourraient être transmises entre plusieurs générations.

### Implants et dispositifs médicaux
Vers le milieu des années 2000, le scandale dit des implants PIP retentit dans le monde. Les implants mammaires de la société Poly Implant Protheses (PIP) ne respectaient pas les normes sanitaires en utilisant du gel de silicone industriel de moins bonne qualité que celui déclaré. Swissmedic comme ses homologues d'autre pays est vivement critiquée, mais se défend par le fait que les dispositifs médicaux et les médicaments ne sont pas régit par la même loi et que Swissmedic n'a pas la tâche de délivrer des autorisations de commercialisation pour les dispositifs médicaux tout comme les autres agences européennes dont la législation suisse est calquée dessus.
Une vaste enquête publiée en 2018 dénommée « Implant files » et coordonnée par le Consortium international des journalistes d’investigation (ICIJ) met en lumière d'autres irrégularités sur les implants vaginaux et les TAVI. À la suite de celle-ci, la Suisse devrait adopter deux nouvelles réglementations européennes pour améliorer la traçabilité des dispositifs et des médicaments dès 2021.

### Pilules contraceptives
En Suisse entre 1990 et fin 2015, 3'299 annonces spontanées provenant en grande majorité de médecins ont été rapportées et 16 décès sont à déplorer concernant des contraceptifs hormonaux. Deux polémiques ont éclaté en 2008 et 2013 concernant les pilules Yasmin et Diane 35.
La pilule Yasmin comporte des risques d'embolie pulmonaire, de thromboembolies veineuses et de thromboses veineuses qui auraient été dissimulés ou mentionnés de manière incomplète selon la CSS Assurance. Elle est l'objet d'une polémique depuis la révélation de l'émission «10 vor 10» de la SRF en 2009 sur une adolescente zurichoise de 16 ans victime de celle-ci.  En 2008, la jeune femme s'est retrouvée dans un coma artificiel après une embolie pulmonaire puis se réveille lourdement handicapée. Pour Swissmedic, il s'agit d'un cas isolé et estime que « toutes les mesures requises ont été prises ». Ces propos seront confirmés par le Tribunal fédéral lors du procès intenté par cette jeune femme zurichoise et sa famille contre Bayer.
La pilule Diane 35 comporte également des risques de thromboses veineuses « comparables à ceux liés à d'autres contraceptifs » selon Daniel Lüthi, porte-parole de Swissmedic. La polémique autour de cette pilule a été mise sur le devant de la scène lorsqu'une évaluation de l'Agence nationale française de sécurité des médicaments (ANSM) en 2011 conclut qu'elle ne pouvait pas valider son efficacité contraceptive et que son effet antiacnéique ne se manifeste qu'après plusieurs mois de traitement. En Suisse, la pilule n'est pas retirée du marché, mais un débat a lieu et remet en cause l'utilisation des pilules contraceptives avec un but principal de contrer l’acné face au danger lié à ces pilules.
En novembre 2015, Swissmedic décide de retirer les indications antiacnéiques des produits contraceptifs.

### Scandale des anticancéreux d'Alkopharma
L'entreprise Alkopharma basée à Martigny a distribué plus de 100 000 flacons de médicaments Thiotepa périmés entre 2007 et 2011 en falsifiant les dates de péremption. La durée de vie des anticancéreux est de 18 mois, mais certains ont été vendus sept ans plus tard. Un tribunal valaisan condamne les responsables de l'entreprise en 2016, mais Swissmedic fait recours au jugement devant ce tribunal valaisan, car le juge n'a pas retenu la mise en danger de la santé des patients. Le jugement est rendu en 2018 et désavoue Swissmedic qui fait recours au Tribunal fédéral.

### Don du sang des homosexuels
Avec l'apparition du VIH en 1977 sur le plan épidémiologique, de nombreux pays ont banni les homosexuels du don du sang. Depuis le milieu des années 2000, plusieurs pays allègent ces mesures de manière totale ou partielle. En Suisse en juillet 2016, une demande émanant de l'organisation rattachée à la Croix-Rouge suisse Transfusion CRS suisse est soumise à Swissmedic. La demande est approuvée en 2017 et mise en application le 1er juillet de la même année, mais avec la condition que les donneurs homosexuels aient été abstinents durant douze mois. Celle-ci est jugée inapplicable à de nombreux homosexuels par Transfusion CRS suisse et elle est régulièrement remise en question depuis comme lors de l'épidémie de coronavirus.

### Essais cliniques menés dans des pays tiers
Une enquête de 2013 de Public Eye et sa campagne dénommée « Berseticum forte » dénoncent les violations éthiques lors des tests de médicaments. Ces tests effectués sur des humains sont de plus en plus délocalisés dans des pays en voie de développement et émergents. Cette enquête menée en Argentine, Ukraine, Russie et Inde dénonce notamment les règles éthiques suivantes :
- Irrégularités dans l’obtention du consentement éclairé
- Usage abusif de placebo
- Arrêt du traitement à la fin de l’essai
- Absence d’engagement à fournir des compensations en cas de problèmes.

Selon Public Eye, Swissmedic effectue bien sa tâche de contrôle des médicaments, mais les « contrôles éthiques sont quasi inexistants ». En 2013, Marina Carobbio Guscetti intervient au Conseil National avec l'interpellation 13.3987 « Pour la commercialisation en Suisse de médicaments testés de manière irréprochable ». En 2017, une révision de la LPTh est adoptée par le parlement. L'article 67b permet de demander que les résultats d'essais cliniques soient publiés lors d'une demande d'autorisation de mise sur le marché. L'article 64a permet à Swissmedic d'effectuer des inspections à l'étranger.

### Hypertenseurs Valsartan contaminés
En 2018, le scandale mondial des hypertenseurs Valsartan contaminés dont la production est faite en Chine par Zhejiang Huahai Pharmaceutical démontre la difficulté de surveiller la fabrication de médicaments sur l'ensemble de la chaîne.

### Affaire Cryo-Save
En septembre 2019, Swissmedic ouvre une procédure pénale à l'encontre de l'entreprise Cryo-Save AG basée à Plan-les-Ouates et Pfäffikon. Cette entreprise spécialisée dans la conservation de cellules souches aurait déménagé ses réservoirs de Suisse, de Belgique et d’Allemagne pour les confier au laboratoire de la banque de sang de cordon ombilical PBKM Famicord basé en Pologne, et ce en communiquant tardivement avec les clients en ne respectant pas la loi et la vie privée. Swissmedic en outre reproche à l'entreprise de n'avoir pas respecté les obligations d'annoncer et de collaborer. Une révision de la loi actuelle sur la protection des données (LPD) a été soumise au parlement en 2020.

## Critiques

### Indépendance et conflits d'intérêts
Depuis sa création, l'indépendance de Swissmedic est régulièrement mise sur le devant de la scène. Cet institut a la particularité d'être financé à 85% par l'industrie pharmaceutique, ce qui crée une situation de dépendance selon Public Eye. Les liens avec l'industrie sont très étroits.
En 2011, une enquête de l'émission d'investigation Temps Présent de la RTS démontre le manque de transparence vis-à-vis des liens entre les experts de Swissmedic et les groupes pharmaceutiques. Grâce à la loi fédérale sur la transparence de l’administration (LTrans) mise en application dès le 1er juillet 2006, l'émission obtient de Swissmedic la liste confidentielle des déclarations d'intérêts entre l'industrie pharmaceutique et les 40 experts liés à l'institution.  Les liens sont de diverses natures: mandats, conseils d’administration, actionnaire, etc. Sur les 7 experts permanents, 3 sont liés à des sociétés pharmaceutiques et sur les 33 experts non permanents, 22 experts ont également des liens. Les experts incriminés et d'autres médecins relativisent le problème : la Suisse est un petit pays et il serait difficile de trouver des experts totalement indépendants. De plus, même avec une transparence totale comme préconisée par certains, cela ne réglerait pas tous les problèmes de conflits d'intérêts.
Le 2 janvier 2012, Swissmedic annonce un remaniement du code du comité d'experts (SMEC) avec comme principale nouveauté: la publication des déclarations d'intérêts sur le site internet de Swissmedic.
En 2015, la commission de gestion du Conseil des États sur la base d'un rapport du Contrôle parlementaire de l'administration (CPA) demande au Conseil fédéral d'examiner avec rigueur les nominations qui lui sont proposées. Pour la commission, le Conseil fédéral élit les personnes nommées sans examiner leurs intérêts et le potentiel manque d'indépendance par rapport à leur nouvelle fonction.
La même année une motion de la conseillère nationale Yvonne Gilli demande que Swissmedic publie tous les liens d'intérêts connus et non pas uniquement une sélection. Le Conseil fédéral annonce le 9 mars qu'il est d'accord de réviser la loi au sein des organes de direction des établissements de la Confédération.

#### Portes-tournantes
Le problème des portes-tournantes intervient lorsqu'il y a une proximité entre une industrie régulée et une instance régulatrice. Dans le cas de Swissmedic, il désigne le fait que d'anciens cadres de l'institut vont travailler pour des groupes pharmaceutiques. Des situations de conflits d'intérêts peuvent survenir par exemple lorsque le cadre fait bénéficier son nouvel employeur de connaissances ou de secrets de procédures appris chez Swissmedic. Selon Public Eye, les cas sont fréquents chez Swissmedic tout comme dans d'autres organes de la fonction publique. Dans un rapport de septembre 2013, Public Eye donne quatre exemples concernant Swissmedic :
- « Après avoir démissionné à la suite du scandale VanTX,  quatre  juristes  de  Swissmedic  ont  fondé Pharmalex,  une  entreprise  de  conseil  sur  le  droit  des produits  thérapeutiques  qui  représentent  souvent  les parties en litige avec Swissmedic. »
- « Après  sa  démission  en  2003,  le  premier  directeur  de Swissmedic,  Hans Stocker  a  travaillé  pour  Cytos Biotherapeutics, une entreprise active dans le domaine de la fabrication et des licences pharmaceutiques, avant de devenir consultant indépendant.  »
- « Avant de devenir le troisième directeur de Swissmedic, Franz Schneller était directeur de la filiale suisse du groupe pharmaceutique Lundbeck. Après sa démission en 2006, il est devenu consultant dans la branche de la santé. »
- « Avant  d’être  recruté,  l’actuel  directeur  Jürg  Schnetzer travaillait comme spécialiste du droit de la santé et des technologies  médicales  pour  l’entreprise  de  conseil Markwalder & Partner. »

### Lenteur des procédures
Lorsque l'institut se restructure quatre ans après sa création, l'un des problèmes pointés du doigt et la lenteur des processus. L'industrie pharmaceutique a plusieurs fois (2008, 2019) évoqué ce sujet autour des autorisations de médicaments en comparant avec les agences européennes et américaines notamment. Cette lenteur a été également pointée du doigt par la Fédération suisse des patients (FSP) lors de l'affaire de la Dépakine qui reprochait à Swissmedic de prendre trop de temps pour analyser les signalements.
En juillet 2020, Swissmedic se défend de cette prétendue faiblesse dans les traitements des demandes d'autorisations en évoquant le « Briefing R&D 77 » du Centre for Innovation in Regulatory Science (CIRS) dont les résultats attestent d'une compétitive en termes de vitesse en comparaison avec six autres organisations: l'EMA, la FDA, la PMDA, Santé Canada et la TGA.

### Éthique: patients cobayes
Au même titre que Public Eye (lire section Essais cliniques menés dans des pays tiers), le chirurgien cardiaque Paul Vogt interviewé par le quotidien 24 Heures en 2020 confirme que le manque d'éthique lors essais cliniques est flagrant et que Swissmedic n'a « aucune compétence clinique pour juger de l'intérêt de ces expériences ». De plus pour Stephan Kinzl, avocat spécialisé dans les questions médicales et d’assurances, Swissmedic dispose d'une position assez faible vis-à-vis des grands groupes pharmaceutiques et leur arsenal juridique puisque l'institut doit être absolument sûr qu'elle pourra prouver un problème devant les tribunaux avant de retirer un produit.

### Prix des médicaments
En Suisse, l'explosion des coûts de la santé est un sujet qui revient régulièrement dans les médias. Depuis le début des années 2000, plusieurs propositions impliquant Swissmedic ont été faites pour essayer de réduire ceux-ci.
En 2007, Rudolf Strahm alors surveillant des prix publie un rapport et émet des propositions pour réduire le coût des médicaments sur le système de santé. Il propose un droit de refus « économique » à Swissmedic qui permettrait d'évaluer un produit face à la concurrence plutôt qu'à un placebo et ainsi évaluer le réel gain d'innovation. Le principe permettrait de casser le mécanisme pour les fausses inventions.
En 2019, la FRC dénonce le gâchis des médicaments avec souvent des flacons de dose trop importante dont le surplus ne peut pas être utilisé. Interrogé par l'association, Swissmedic déclare ne pas pouvoir intervenir et que c'est le choix du fabricant.

### Zone grise dans les produits thérapeutiques
Certaines substances n'entrent dans aucune catégorie officiellement délimitée par Swissmedic. Il peut exister de larges différences en termes d'autorisation entre différents États. En Suisse, la propolis et la levure de riz rouge ont par exemple été interdites. Les laboratoires Bioligo à Nyon qui vendent le « sirop du Père Michel », dont l'ingrédient principal est la propolis, ont été sommés par le chimiste cantonale de stopper leur production en 2014. Pour continuer la commercialisation du produit, le sirop doit être enregistré comme médicament et approuvé par Swissmedic, ce qui d'une part coûte plusieurs centaines de milliers de francs et d'autre part peut aussi permettre à ses concurrents de profiter d'une procédure simplifiée d'enregistrement. La même année, une pétition avec 4'400 signatures a été lancée pour lever l'interdiction. Depuis, le produit est toujours en vente.

## Financement et budget
Swissmedic est principalement financé par le prélèvement d'une taxe sur l'autorisation des médicaments. En 2019, plus de 85% des chiffres d'affaires provenaient de cette taxe. Les contributions fédérales d'environ 14,2 millions de francs représentent le reste des recettes. Elles sont destinées à couvrir les activités d'intérêt général (produits Bases légales et Droit pénal et activités de surveillance du marché et d'information dans le domaine des dispositifs médicaux. Au fil des années, les contributions fédérales ont fait l'objet de réduction passant notamment de 16,6 millions en 2007 à 15,9 millions en 2010.
La majorité des charges d'exploitation est partagée entre les frais de personnel (70%) et les charges informatiques (12%).
En 2015, Swissmedic a reçu 1'332'000 francs et en février 2020 900'000 francs de la Fondation Bill et Melinda Gates.

## Législation

### Bases légales
- 1952: loi sur les stupéfiants (LStup)
- 2001: loi sur les produits thérapeutiques (LPTh)
- 2007: loi sur la transplantation
- 2014: loi relative à la recherche sur l’être humain (LRH)
- 2016: loi sur les épidémies (LEp)

### Pratique

#### Importation parallèle de médicaments
Depuis 2002 avec la LPTh, la Suisse peut s'approvisionner de façon temporaire depuis d'autres pays ayant un système semblable d'autorisation de mise sur le marché lorsqu'un médicament venait à manquer. Cela concerne uniquement les médicaments dont le brevet est tombé dans le domaine public en Suisse.

#### Renoncement à exiger la publication des notices dans un répertoire de médicaments
Depuis 2011 et l’arrêt du Tribunal fédéral C-6885/2008 du 17 juin 2011, Swissmedic ne peut plus exiger, mais uniquement recommander la publication de l'information concernant un médicament par le titulaire de l'autorisation de mise sur le marché dans un répertoire de médicaments tel le Compendium suisse des médicaments ou Ywesee.

#### Contrôle sur les publicités avant leur diffusion
Depuis le 1er janvier 2017, Swissmedic ne contrôle plus les publicités sur les médicaments avant leur diffusion pour la radio, la télévision et le cinéma à l'exception des médicaments dits « sensibles » présentant un risque de dépendance et faisant partie des groupes suivants : analgésiques, somnifères, sédatifs, laxatifs ou anorexigènes.

#### Dispense des pharmacies d'ordonnance sous certaines conditions
À partir du 1er janvier 2019, les pharmacies peuvent remettre des médicaments de catégorie B sans ordonnance et faisant partie d'une liste de produits établie par le Conseil fédéral. Elles pourront également « se passer d'une ordonnance pour remettre pendant un an après la première prescription des médicaments utilisés pour un traitement de longue durée ».

#### Prescription du cannabis médical
En 2019, une modification de loi a été proposée par le Conseil fédéral afin de faciliter la prescription du cannabis médical qui jusqu'à présent demande d'établir une autorisation spéciale auprès de l'OFSP.

## Communication

### Publications

#### Swissmedic Visible
Depuis juillet 2020, Swissmedic publie un magazine papier et en ligne qui a pour but une communication élargie au grand public et une meilleure transparence en réalisant des sujets autour des collaborateurs de l'institut.

#### Journal Swissmedic
L'organe de publication officiel de Swissmedic est le « Journal Swissmedic », publié chaque milieu de mois en français et en allemand. Le journal remplace le « Bulletin mensuel de l'OICM » après la création de l'institut en 2002.
Destiné aux professionnels de la santé, il traite des questions d’actualité relatives aux produits thérapeutiques, présente les directives et exigences juridiques qui s’appliquent aux médicaments et aux dispositifs médicaux, les risques liés aux produits thérapeutiques et le cadre national et international dans lequel ils s'insèrent et donne des informations sur la réception, le rejet ou le retrait de demandes d’autorisation, d’extension des indications ou d’extension de l’autorisation de mise sur le marché de médicaments.
Les archives des deux publications sont consultables dans leur intégralité sur le site de Swissmedic.

### Réseaux sociaux
Depuis juillet 2020, Swissmedic relaie des informations en allemand, français et italien via un compte Twitter.

#### Outils
- Pharmacopoea Helvetica
- ElViS – le système de transmission électronique d’annonces de vigilance

#### Communication
- Swissmedic Visible
- Journal Swissmedic
- Rapports annuels/d'activités
- Chaîne Vimeo de l'institut
- Compte Twitter de l'institut

Catégorie:Santé en Suisse
Catégorie:Agence nationale de réglementation des médicaments